# Conte di Orford
Conte di Orford è un titolo nobiliare creato tre volte nella sua storia. La prima creazione avvenne nella Paria d'Inghilterra nel 1697 in favore del comandante militare Edward Russell, che prestò servizio in tre occasioni come Primo Lord dell'Ammiragliato. Egli venne creato Barone Shingay e Visconte Barfleur allo stesso tempo. Come membro dell'influente famiglia Russel, egli era figlio di Edward Russel, fratello minore di William Russell, I duca di Bedford. Lord Orford non ebbe figli ed alla sua morte il titolo si estinse nel 1727.
Il titolo venne successivamente ricreato nella Parìa di Gran Bretagna nel 1742 ed in quella del Regno Unito nel 1806, entrambe le volte per membri della famiglia Walpole (vedi Barone Walpole).

## Conte di Orford, prima creazione (1697)
- Edward Russell, I conte di Orford (1657–1727)

## Conte di Orford, seconda creazione (1742)
- vedi Barone Walpole

## Conte di Orford, terza creazione (1806)
- vedi Barone Walpole